# Goniapteryx obtusa
Goniapteryx obtusa är en fjärilsart som beskrevs av Walker 1865. Goniapteryx obtusa ingår i släktet Goniapteryx och familjen nattflyn. Inga underarter finns listade i Catalogue of Life.